# Faludi Ferenc Akadémia
A Faludi Ferenc Akadémia - 2019-től Faludi Ferenc Jezsuita Akadémia - a magyar jezsuiták 1995-ben alapított ifjúság- és felnőttképzési intézete. Igazgatója Koronkai Zoltán SJ.
Osztályai:
- kultúra-kommunikáció részleg
- teológia
- társadalomtudományok